# Chanas
Chanas – miejscowość i gmina we Francji, w regionie Owernia-Rodan-Alpy, w departamencie Isère.
Według danych na rok 1990 gminę zamieszkiwało 1727 osób, a gęstość zaludnienia wynosiła 148 osób/km² (wśród 2880 gmin regionu Rodan-Alpy Chanas plasuje się na 498. miejscu pod względem liczby ludności, natomiast pod względem powierzchni na miejscu 998.).